# 大陳島撤退作戦
大陳島撤退作戦（だいちんとうてったいさくせん）は、1955年（民国44年）2月に、中華民国（台湾）が空母エセックス、キアサージ、ヨークタウン、ワスプ、ミッドウェーの空母5隻などを中心とするアメリカ第7艦隊の護衛の下、浙江省大陳列島の大陳島（現在は台州市椒江区大陳鎮に属する）より28,000名の住民を撤退させた軍事作戦。正式名称は金剛計画。大陳島から台湾に移住した住民は、故郷を捨てて中華民国に従ったとして「大陳義胞」と称された。

## 背景
1949年、中国国民党率いる中華民国政府は中国大陸での統治権を喪失し台湾へ退却したが、西南部山岳地帯及び東南沿岸部の島嶼一帯では中国共産党に対する軍事作戦を継続していた。しかし1950年になると、舟山群島、海南島が中国共産党の人民解放軍に奪取され、また西南部でも人民解放軍がミャンマー国境地帯に進攻したため、国民党は台湾及び福建省や浙江省沿岸の一部島嶼のみを維持するに留まり、東シナ海沿岸での海上ゲリラ戦術で共産党に対抗していた。
朝鮮戦争の影響で沿岸部における侵攻作戦が休止しはじめ、中国の視線が徐々に朝鮮半島へ移転するのを機に台湾側は反撃を幾度か試みたものの、戦果が期待したものとはほど遠く大陸反攻への足がかりを築くことができなかった。そして、朝鮮戦争が収束するにつれ共産党の視線は再び沿岸部へ向けはじめるようになる。
1954年5月15日に人民解放海軍東海艦隊の支援で華東軍区部隊が大陳島周辺の高島や頭門山島などの島々に上陸し、砲兵陣地や魚雷艇基地を建設した。国民党軍側も海軍艦艇や空軍機を繰り出したが逆に損害が続出し、11月14日に人民解放軍の魚雷艇が国民党軍海軍の護衛駆逐艦『太平』（旧アメリカ海軍エヴァーツ級護衛駆逐艦デッカー）の撃沈に成功し、制海権を掌握した。
1955年1月18日、人民解放軍は一江山島を攻撃し、孤立状態の守備隊720名を殲滅し、同島を占拠することに成功した（第一次台湾海峡危機）。当時一江山島は大陳島防衛線と考えられており、これを失うことで大陳島の防衛も大変困難になった。また台湾からの距離もあり、中華民国政府による物資供給が困難となった。更に、前年に台湾とアメリカの間で締結された『米華相互防衛条約』の適用範囲に大陳島が含まれていなかったこともあり、中華民国政府は大陳島の放棄を決定し、住民及び守備隊を台湾本島に移し台湾防衛能力の強化を図る事にした。
これ以降中華民国政府の実効支配範囲に変化は生じていない（中緬国境地帯を除く）。

## 作戦計画

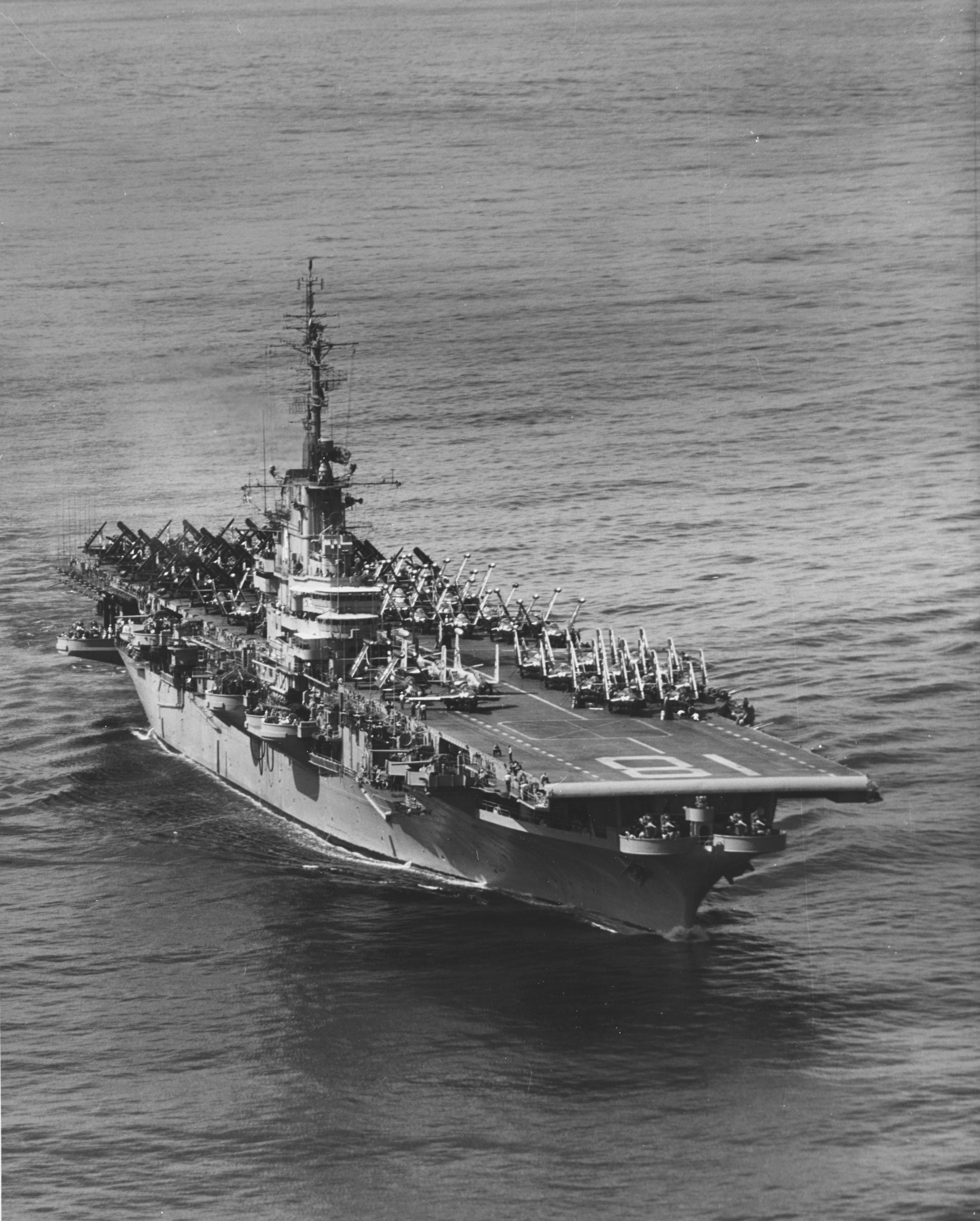
空母ワスプ (CVA-18) 、1955年1月5日撮影

上下大陳島、漁山島、披山島からの撤退作戦は金剛計画と命名された。大陳島からの撤退はアメリカ第7艦隊が支援するが漁山、披山島からの撤退は中華民国軍が独力で行うことになった。支援に当たった第七艦隊の編成は以下の通り。
- 空母6隻
  - エセックス
  - ヨークタウン
  - ワスプ
  - キアサージ
  - ミッドウェー（2月6日到着）
  - プリンストン[4]
- 重巡洋艦三隻：旗艦ヘレナ、ピッツバーグ[5]、トレド[6]
- 駆逐艦25隻（フレッチャーなど）
- ロケット揚陸艦2隻
- 掃海艦4隻
- 攻撃輸送艦3隻
- 攻撃貨物輸送艦2隻
- 高速輸送艦2隻
- 戦車揚陸艦7隻

他5隻

## 過程

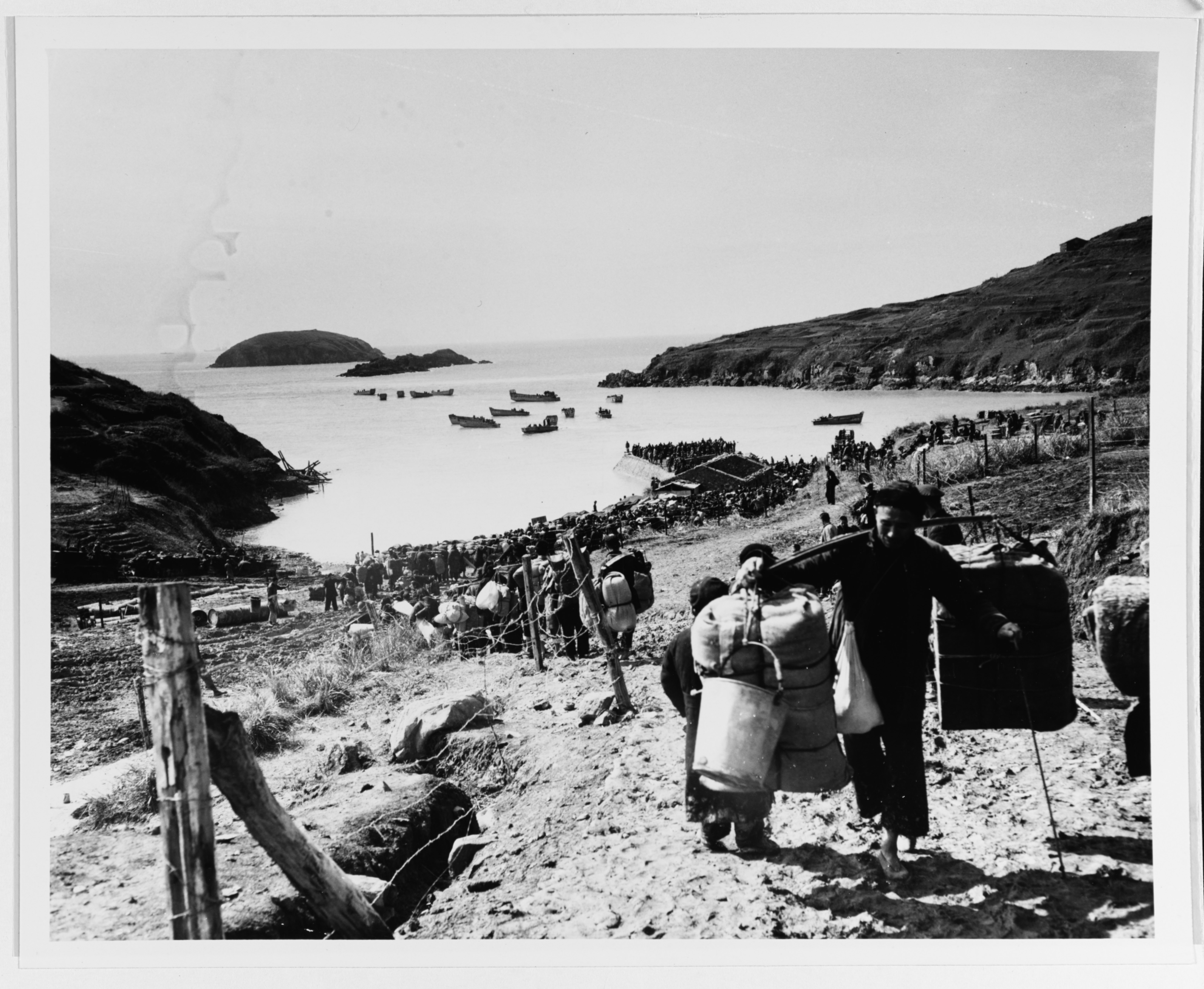
撤退する大陳島の島民

1955年2月6日、アメリカ第7艦隊の援護の下で中華民国海軍の船団が基隆を出港。2月8日、中華民国政府は蔣経国を指揮官に住民移送計画を実施、2月11日に最後の住民及び守備隊の撤退が完了すると蔣経国自らが青天白日満地紅旗を下ろし、同時に台湾本島にあった中華民国浙江省政府の廃止を宣言した。なお、国民党が大陳島を離れる際に家屋や漁船を徹底的に破壊し、さらに数万もの地雷を島に設置したが、これには護衛にあたったアメリカ第7艦隊の提督から反対の意見が示されたものの、結局当時の国防部長であった兪大維の強い指示により焦土作戦を実行することとなった。
後日、人民解放軍が大陳島に上陸して無血占領し、大陳島は中華人民共和国の実効支配下に入った。その際、島には数名ほどの撤退から取り残された住民がいたとされている。

## 白団の関与
1954年11月15日、富士倶楽部メンバーの西浦進と高田利種が訪台し、その際中華民国軍幹部から大陳島から撤退すべきか否かを尋ねられた。二人はガダルカナル島の戦いにおける戦訓を例にあげ、戦略的価値に乏しい離島を守備することの不利を説明した。

## 住民のその後

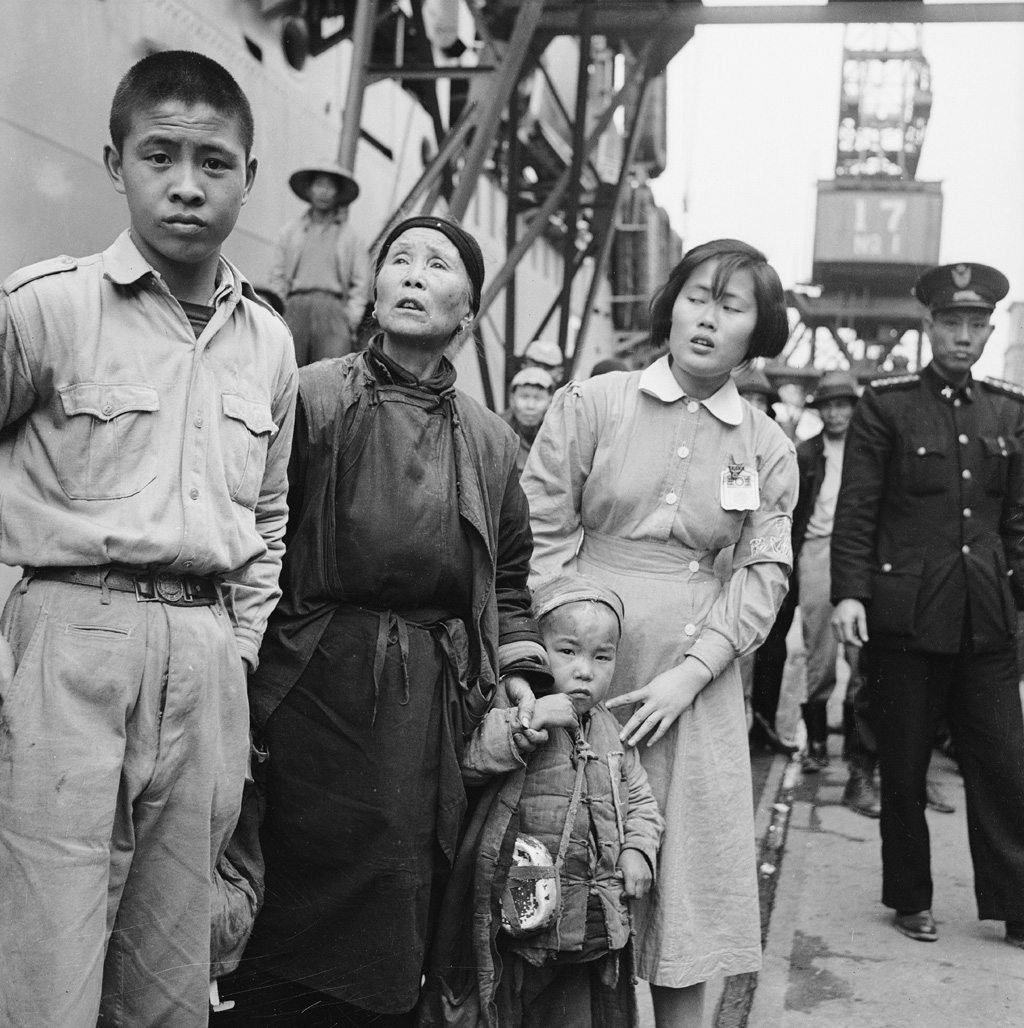
台湾に到着した大陳島民

大陳島から撤退した住民は基隆港に上陸後、政府により花蓮県、台東県、台北県（現：新北市）、高雄県（現：高雄市）など台湾各地に住居が与えられた。現在でも「大陳新村」や「一江新村」の名称が使用されており、大陳島撤退作戦の痕跡をとどめている。高雄市旗津区には、元大陳島島民によって、蔣介石を奉る廟「蔣公感恩堂」が建てられた。また、屏東県新園郷内にある元大陳島島民のコミュニティ内に建てられた蔣介石の銅像が、国有地内にあることを理由に「移行期正義促進条例」によって撤去命令が出されたが、元島民の蔣介石に対する特別な感情を考慮し、地元中国国民党所属の立法委員の仲介で保存されることになった。